# گل و مار: برده طناب اونیفورم سفید
گُل و مار: بردهِ طنابِ اونیفورم سفید (به انگلیسی: Flower and Snake: White Uniform Rope Slave) فیلمی در ژانر درام، تریلر و اروتیک به کارگردانی شوگورو نیشیمورا، بر اساس اقتباسی از رُمان گل و مار (به ژاپنی: 花と蛇) نوشته اونیروکو دان، براساس فیلمنامه‌ای از ماساهیرو کاکفودا محصول سال ۱۹۸۶ کشور ژاپن است. این فیلم در تاریخ ۶ دسامبر ۱۹۸۶ توسط شرکت نیککاتسو منتشر گردید.
این فیلم ۷۳ دقیقه‌ای که به‌نام اصلی «هانا تو هبی: بردهِ طنابِ کُت سفید» نیز شناخته می‌شود؛ چهارمین و آخرین دنباله، از مجموعه گُل و مار است؛ که در همکاری نیشیمورا و قبل از فوت ایشان، با شرکت نیککاتسو ساخته شد.
از بازیگرانی که در این فیلم به ایفای نقش پرداخته‌اند، می‌توان از ران ماساکی در نقش «میکی»، ماسایوشی نوگامی در نقش «دکتر اوبا»، کازیو ازاکی در نقش «استاد ایتائو» و میناکو اوگاوا در نقش «نائو منشی دکتر اوبا»، نام برد.
مجموعه فیلم‌های گل و مار به کارگردانی شوگورو نیشیمورا و ماسارو کونوما، باعث شروع سریال‌هایی به سبک پورنو رومی گردید؛ که شرکت نیک‎کاتسو را از سقوط مالی دهه ۱۹۷۰ نجات داد.
ساخت مجموعه فیلم‌های سینمایی و پرطرفدار گل و مار، که در ردهٔ فیلم‌های صورتی دسته‌بندی می‌شوند؛ از سال ۱۹۶۵ تا ۲۰۱۴ ادامه پیدا کرده‌است. طرفداران رُمان اونیروکو دان در ژاپن، به صورت یک فرقه مطرح هستند.

## داستان فیلم
«دکتر اوبا» (دندان‌پزشک) که به بیماری سادیسم مبتلا است؛ در مطب و با همکاری منشی‌اش خانم «نائو»، با بی‌هوش کردن و بستن با طناب، دختران زیبایی که برای معالجه مراجعه می‌کنند؛ از آن‌ها عکس گرفته و درادامه با تهدید بر بی‌آبروکردن، از آن‌ها سوءاستفاده جنسی می‌کنند. نائو که معشوقه و همبستر دکتر است؛ با اینکه پشیمان و مخالف کاراهای اوبا است؛ ولی به خاطر عشق، تن به هرکاری می‌دهد.
«میکی» دختر زیبایی است، که تحصیل کرده دانشگاه و علاقه‌مند به موسیقی باروک است؛ او کارآموزِ کارگاه طناب بافی «استاد ایتائو» است. میکی که مُجرد، باکِره و همجنس‌گرا است؛ با استادش رابطه عاشقانه و لِز دارد. پدر و مادرش در شهر زندگی می‌کنند و خودش تنها در آپارتمان ساکن است. میکی که از درد دندان رنج می‌برد؛ توسط ایتائو به مطب دکتر اوبا معرفی می‌شود و طبق روال، دکتر او را می‌بندد و از او عکس می‌گیرد؛ و در ادامه با دست، اندام تناسلی او را می‌آزارد. آن‌شب ایتائو در هنگام عشق بازی، متوجه زخم شدن واژن میکی می‌شود؛ و احساس می‌کند که میکی عاشق و وارد رابطه دیگری شده‌است؛ اما میکی که موضوع را رد می‌کند و به ایتائو وفاداریش را ابراز می‌کند.
دکتر اوبا که مشتری طناب‌های ایتائو است؛ دربارهٔ میکی پرس‌وجو می‌کند. اما استاد به او اخطار می‌دهد که به او نزدیک نشود. در آخرین جلسه درمان دندان میکی، دکتر از او برای شنیدن صفحات موسیقی باروک، به خانه‌اش دعوت می‌کند. اما متأسفانه درخانه، دکتر با نشان دادن عکس‌ها، شلاق زدن و بستن میکی با طناب‌های بافته‌شده خودش درکارگاه، به کمک نائو، به او تجاوز می‌کند. دکتر برای مطیع‌کردن میکی شروع به شروع شکنجه با ریختن موم شمع‌داغ بر روی بدن او کرده و با میکی رابطه جنسی برقرار می‌کند. درادامه نائو، میکی را به منزلش می‌رساند و با گذاشتن قرار فرداشب، او را تهدید به انتشار عکس‌ها می‌کند. ایتائو که نگران میکی است؛ در خانه او منتظرش می‌ماند و همچنان فکر می‌کند، میکی با پسری قرار می‌گذارد. اما با دیدن آثار جراحت و حرف نزدن میکی، به شدت نگران می‌شود.
فرداشب نائو برای آمدن به دنبال میکی تماس می‌گیرد و میکی به خاطر درد و حال بَد، از آمدن عذرخواهی می‌کند؛ اما وقتی با جواب منفی نائو روبه‌رو می‌شود، تصمیم به فرار می‌گیرد، که البته با رسیدن نائو، موفق نمی‌شود. این‌بار در مطب، دکتر با باز کردن دهان میکی، سوزن‌های آمپول خالی را به‌خاطر بدقولی به لثه اومی‌زند؛ و در ادامه با واردکردن چندین سُرم به دهان و معده میکی، او را مجبور به خالی کردن مثانه‌اش می‌کند. درهمین بین، ایتائو که به‌دنبال میکی است؛ سرمی‌رسد. دکتر با مخفی کردن میکی و افشاء لزبین بودن آن‌ها، او تهدید به رسوایی می‌کند، و نهایتاً ایتائو مجبور به ترک مطب می‌شود. ایتائو با مخفی شدن، بالاخره میکی را که در حال انتقال به خانه دکتر است؛ پیدا می‌کند. اما خودش هم گرفتار می‌شود.
دکتر با گذاشتن شرط برای دیدن لِز بین میکی و ایتائو، قول به آزادی آن‌ها می‌دهد؛ اما به قولش وفا نمی‌کند. دکتر با بستن طناب، میکی را مجبور به رابطه دهانی می‌کند و نائو با دیلدو به ایتائو تجاوز می‌کند. نائو که کم‌کم متوجه عشق وعلاقه دکتربه میکی شده‌است؛ ازهمکاری با اوبا پشیمان می‌گردد. همزمان اوبا نیز از نائو درخواست می‌کند، خود را از بین آن‌ها کنار بکشد؛ و نائو را از تصمیم خود برای ازدواج با میکی آگاه می‌سازد. فردا دکتر با بستن و معلق کردن میکی و ایتائو از سقف در حالی‌که پایشان بر روی تکه یخی بزرگ است؛ آن‌ها را شکنجه و با ریختن تکه‌های یخ بین‌شان، آن‌ها مجبور به لِز می‌کند؛ و برای تحمل بیشتر سرما، به آنها مشروب می‌خوراند.
دکتر مجدداً برای سکس به میکی و ایتائو و نائو نیز به‌هم نزدیک می‌شوند. درهمین حال دکتر به درخواست نائو برای سکس بی‌محلی می‌کند؛ و او را از خود می‌راند. نائو که به شدّت حسادت کرده‌است، با ضربه‌ای ناگهانی چاقو، دکتر را نابینا، اسیر و بَرده خویش می‌سازد. ایتائو موفق به فرار می‌شود، اما میکی که علاقه‌ای به رفتن ندارد؛ بازنکردن طناب‌ها و ادامه دادن شکنجه را درخواست می‌کند. در انتها به زنجیر کشیده شدن دکتر نابینا و ادامه رابطه با میکی بسته شده با طناب و شکنجه شدن او توسط نائو، در حالی‌که این‌بار از شکنجه شدن و شلاق خوردن لذت می‌برند؛ به تصویر کشیده می‌شود.